# Mawon
Mawon é a palavra em crioulo haitiano para quilombola ou maroon, significando "escravo fugido".
Os franceses encontraram muitas formas de resistência dos escravos durante os séculos XVII e XVIII. O escravos africanos, que fugiram para áreas montanhosas remotas eram chamados mawon, formando comunidades muito unidas, que praticavam a agricultura e caça de pequena escala. Os mawons eram conhecidos por suas plantações voltadas para os membros da família livre e comunidade próxima. Eles também se juntaram aos assentamentos taino em algumas ocasiões, que fugiram dos espanhóis no século XVII.
O termo é mais usado em relação à escravidão nas colônias do Caribe britânico e América Central, sendo equivalente aos quilombolas no Brasil.